# Dineutus sublineatus
Dineutus sublineatus är en skalbaggsart som beskrevs av Louis Alexandre Auguste Chevrolat. Dineutus sublineatus ingår i släktet Dineutus och familjen virvelbaggar. Inga underarter finns listade i Catalogue of Life.